# Geneva Open 2023
Geneva Open 2023 — тенісний турнір, що проходив на ґрунтових кортах у місті Женева, Швейцарія з 22 травня. Належав до категорії ATP 250.

## Фінальна частина

### Одиночний розряд
Ніколас Яррі —  Григор Димитров 7–6(7–1), 6–1

### Парний розряд
Джеймі Маррей /  Майкл Вінус —  Марсель Гранольєрс /  Орасіо Себальйос 7–6(8–6), 7–6(7–3)